# 酒田市美術館
酒田市美術館（さかたしびじゅつかん）は、山形県酒田市にある美術館。公益財団法人さかた文化財団が運営。

## 概要
1997年（平成9年）10月3日、鳥海山、最上川、酒田市街地を一望できる小高い丘（飯森山地区）に開館。敷地面積約30,000m2、施設面積約3,000m2。設計は池原義郎建築設計事務所が担い、施工は竹中工務店・フジタ・大場建設共同企業体が手掛けた。総工事費は約25億9千万円。
地元出身の洋画家斎藤長三（武蔵野美術大学教授）や彫刻家高橋剛（東京家政大学教授）のほか、黒川能を描き続けた洋画家森田茂（文化勲章受章者）、日本海や太平洋を訪れ、砂丘をテーマにした絵画も残した洋画家國領經郎（横浜国立大学教授）の作品を支柱として常設展示するほか、ほぼ年間を通して特別展示も行われる。
1998年に第39回BCS賞、2002年11月に国土交通省が所管する公共建築協会が実施する公共建築賞を受賞した。

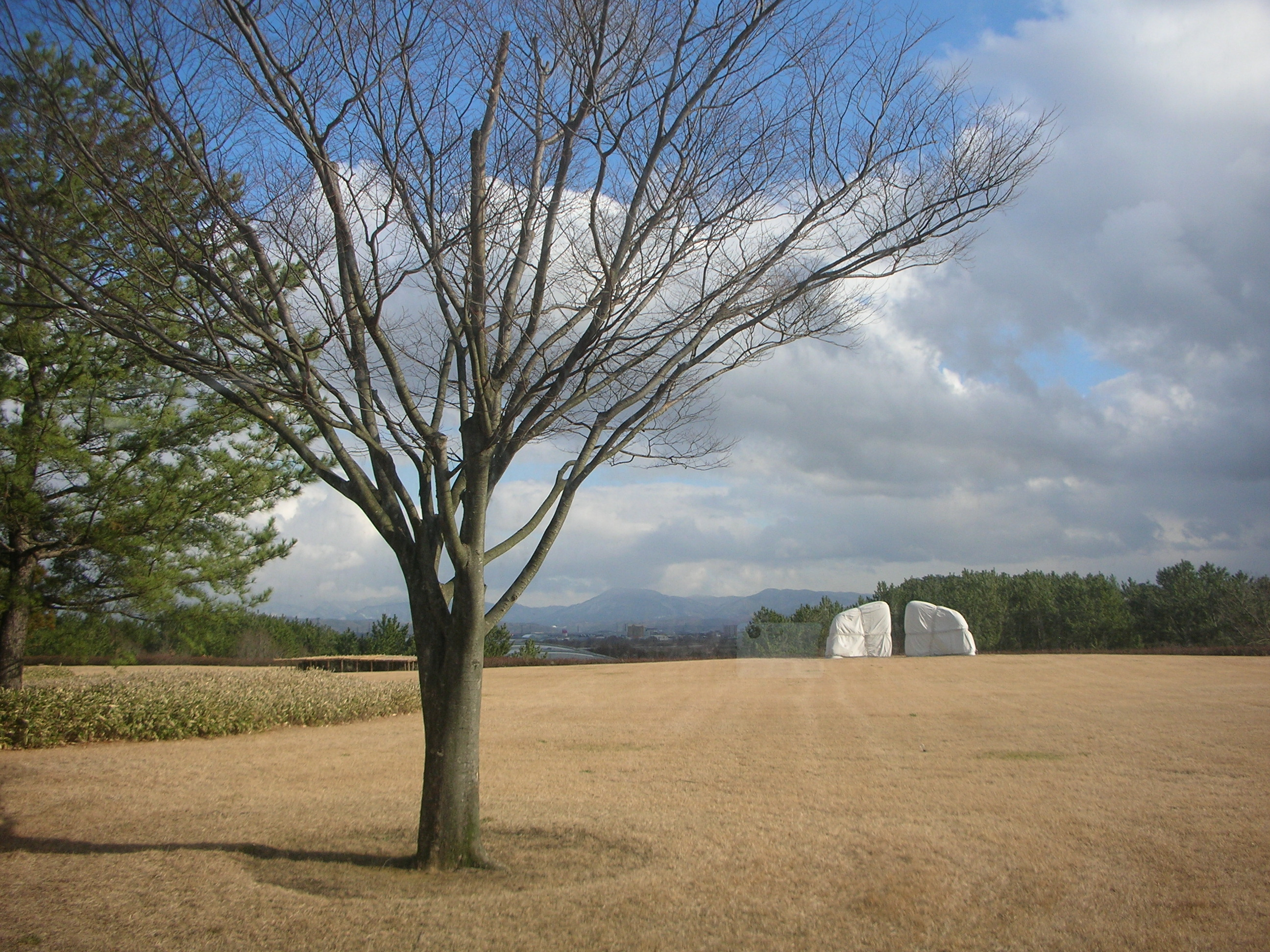
構内東側の庭に建つ作品

## 開館時間・休館日
- 利用時間/午前9時～午後5時まで（入館は午後4時30分まで）
- 休館日 12月 - 3月/月曜日休館（祝日の場合は翌日）
- 休館日 年末年始/12月29日～翌年1月3日まで

年間を通して展示替休館あり

## アクセス
- 東日本旅客鉄道（JR東日本）羽越本線の酒田駅からるんるんバスの「酒田駅大学線」で20分

「酒田市美術館・出羽遊心館」バス停下車徒歩1分

## 周辺
- 土門拳記念館
- 飯森山公園
- 東北公益文科大学